# Aloe versicolor
Aloe versicolor là một loài thực vật có hoa trong họ Măng tây. Loài này được Guillaumin mô tả khoa học đầu tiên năm 1950.